# Tepanjski Vrh
Tepanjski Vrh – wieś w Słowenii, w gminie Slovenske Konjice. W 2018 roku liczyła 153 mieszkańców.